# Joan Francesch i Serret

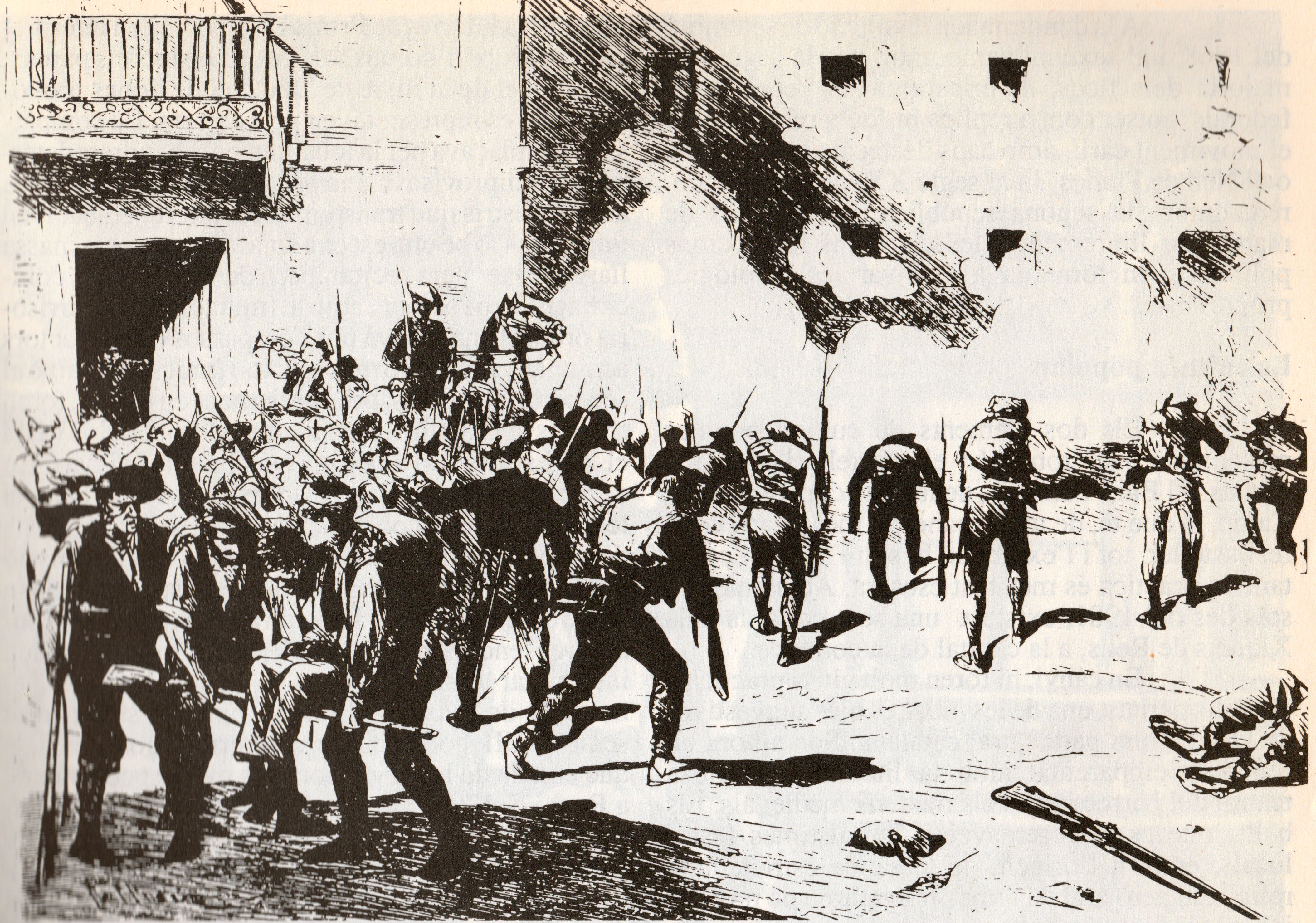
Entrada del general carlí Francesch a Reus el 1872 en un gravat de l'època

Joan Francesch i Serret (Lleida, 1833 - Reus, 1872) fou un militar català, cap dels carlins en el curs de la Tercera guerra carlina.
Va estudiar a l'acadèmia d'enginyers i el 1856 va ascendir a capità per haver fet costat als moderats en els disturbis de Madrid. Es va distingir a l'Àfrica obtenint dues creus de San Fernando i l'ascens a comandant. Una ferida el va deixar inútil i va passar al cos d'invàlids i com a membre d'aquest va combatre els successos de Madrid de 1866, defensant l'ordre que representava Isabel II, essent ascendit a tinent coronel. El 1868 es va oposar a la revolució de Joan Prim i el 1869 es va posar al servei del pretendent carlí Carles VII, que el va nomenar coronel i capità general de la província de Tarragona, i pel seu càrrec, s'encarregà de reclutar tropes i comprar armes.
Va participar en diverses accions i va ascendir a general. El 29 de juny de 1872, amb 400 soldats, va entrar a Reus i va sorprendre la guarnició liberal. Mentre negociava a l'Ajuntament amb l'alcalde Felip Font, el pagament d'una quantitat per evitar el saqueig, la guarnició es va reorganitzar i va foragitar els carlins, morint el general Francesch en el combat al capdamunt del carrer de Llovera, davant de l'edifici del Campanaret.
La seva modesta tomba era prop de la del socialista Pere Casals Cort al cementiri de Reus, amb una dedicatòria que deia: "Al heroico general Francesch", però les seves despulles van ser tretes del nínxol i la placa fou eliminada als primers anys del segle XXI per l'Ajuntament.